# Хмелевицы (Псковская область)
Хмелевицы — деревня в Дедовичском районе Псковской области России. Входит в состав Вязьевской волости Дедовичского района.
Расположена на юге центральной части района, в 11 км к юго-западу от райцентра, посёлка Дедовичи, на реке Судома. В 4 км к западу находится село Пожеревицы.

## Население
Численность населения деревни по оценке на 2000 год составляла 41 житель.

## История
До 3 июня 2010 года деревня была в составе ныне упразднённой Красногорской волости Дедовичского района.